# Флорешть (Клуж)
Флорешть, Флорешті (рум. Florești) — село у повіті Клуж в Румунії. Входить до складу комуни Флорешть.
Село розташоване на відстані 327 км на північний захід від Бухареста, 9 км на південний захід від Клуж-Напоки.

## Населення
За даними перепису населення 2002 року у селі проживали 5198 осіб.
Національний склад населення села:
| Національність | Кількість осіб | Відсоток |
| -------------- | -------------- | -------- |
| румуни         | 3560           | 68,5%    |
| цигани         | 844            | 16,2%    |
| угорці         | 787            | 15,1%    |

Рідною мовою назвали:
| Мова      | Кількість осіб | Відсоток |
| --------- | -------------- | -------- |
| румунська | 3843           | 73,9%    |
| угорська  | 764            | 14,7%    |
| циганська | 584            | 11,2%    |